# Скрат
Скрат (англ. Scrat, читается «Скрэт») — персонаж серии полнометражных анимационных фильмов «Ледниковый период» студии Blue Sky Studios, «саблезубая крысобелка» мужского пола, одержимая страстью к желудям. Помимо эпизодических появлений в «Ледниковом периоде» и его продолжениях, Скрат является главным героем четырёх короткометражных анимационных фильмов «Потерянный орех», «Не время для орехов», «Скрат и континентальный излом» и «Ледниковый период: Гигантское Рождество», также выпущенных студией Blue Sky Studios. Во всех фильмах Скрата озвучивал режиссёр Крис Уэдж.

## Название и внешний вид
Само имя «Скрат» образовано сложением английских слов squirrel (с англ. — «белка») и rat (с англ. — «крыса»). Биологический вид Скрата неизвестен (скорее всего, он Cronopio dentiacutus — см. ниже), персонаж напоминает белку и крысу одновременно — у него длинный пушистый хвост и острый чуткий нос, а также пара длинных клыков, видимо, обыгрывающих распространённые представления о «саблезубых» животных времён ледникового периода.

## Появление в фильмах серии
Скрат, в отличие от большинства зверей — персонажей «Ледникового периода» — не умеет говорить, он только изредка пищит или кричит. Большинство сцен с участием Скрата в фильмах имеет характер немых комических вставок, прямо не связанных с основным сюжетом фильма. Их содержание сводится к тому, что Скрат пытается добраться до недоступного жёлудя или спрятать наконец попавший к нему жёлудь в укромное место. Тем не менее, манипуляции Скрата с желудями часто ведут к глобальным последствиям, которых герой никак не мог ожидать:
- в «Ледниковом периоде» Скрат вызывает схождение ледника, а затем, оттаяв из ледяной глыбы спустя 20000 лет, — извержение вулкана;
- в «Глобальном потеплении» — затопление окружённой ледниками долины;
- в «Эре динозавров» Скрат открывает проход в целый подземный мир, заселённый динозаврами;
- в «Континентальном дрейфе» и короткометражке «Потерянный орех» действия Скрата приводят к дрейфу континентов, появлению некоторых монументов (включая пирамид с сфинксом, моаи острова Пасхи и монумент Рашмора);
- в пятом мультфильме, «Столкновение неизбежно», Скрат оказывается в космосе на НЛО, создаёт Солнечную систему, запускает огромный астероид в сторону Земли и уничтожает жизнь на Марсе;
- в короткометражке «Не время для орехов» Скрат, путешествуя во времени, принимает участие во многих известных исторических и мифологических событиях (в том числе выдёргивает меч короля Артура из камня, оказывается на арене римского Колизея и т. п.).

В мультфильме «Ледниковый период 3: Эра динозавров» у Скрата появляется соперница Скратти (англ. Scrattie) — очень похожая на него белка-летяга; Скрат и Скратти пытаются завладеть единственным жёлудем, постепенно влюбляясь друг в друга. Скратти, однако, способна к длительным перелётам на перепонках, соединяющих лапы, что даёт ей очевидное преимущество во время «противостояний» на высоте. Как и Скрат, Скратти произносит одни междометия; её озвучила художница и аниматор Карен Дишер.
В основное время Скрат не обращает внимания на главных героев (Мэнни, Сида, Диего и т. д.), но при попытке отнять у него жёлудь — атакует без разбору. Подобные стычки происходят ненароком (а не через корыстные побуждения — как у второстепенных героев), и непременно с участием Сида. Так, в первом фильме серии Скрат вырывает у Сида жёлудь силой, в конце второго — демонстрирует ему приёмы карате, а в третьем фильме Скрат и вовсе «оседлал» Сида и начал избивать (уже можно заметить очень сильную личную неприязнь Скрата к Сиду), но в четвёртой части Бабуля обозвала его крысой и избила тростью. В пятом фильме непосредственных столкновений не было.
В фильме Ice Age: The Great Egg-Scapade Скрат принимает перекрашенное яйцо за жёлудь и его пытаются остановить, но он успешно отбивается, снова демонстрируя ловкость и приёмы каратэ (к слову, это единственная встреча с Сидом, где он его не избил, но зато досталось Крэшу и Эдди). Правда, заметив, что яйцо не жёлудь, он выкидывает его.
В ролике, выпущенном к закрытию студии Blue Sky Studios, Скрат наконец съедает жёлудь, вместо того чтобы в очередной раз его спрятать.

## Появления вне серии «Ледниковый период»
- Скрат появлялся в 22 эпизоде 4 сезона анимационного сериала «Гриффины» (эпизод «Sibling Rivalry»). Это короткая 15-секундная вставка, созданная Blue Sky Studios, выполнена в трёхмерной компьютерной графике; единственным рисованным персонажем в ней является Питер Гриффин.
- В эпизоде «Мультипликационные войны, часть II» сериала «Южный парк» появляется рекламный щит с изображением Скрата и рекламой некоего мультфильма Cold Age: The Smackdown (пародия на название фильма «Ледниковый период 2: Глобальное потепление» — англ. Ice Age: The Meltdown).
- Рисованный Скрат появляется в начале эпизода «Eternal Moonshine of the Simpson Mind» мультсериала «Симпсоны». Он охотится за жёлудем, принадлежащим Садовнику Вилли.
- В компьютерной игре Crysis Warhead есть пасхальное яйцо: на одном из уровней игры в ледяной пещере можно найти вмороженных в лёд Скрата и жёлудь.
- В компьютерной игре Whiplash одного из главных героев, хорька Спанкса, его спутник кролик Редмонд, гадая, кто же Спанкс такой, называет в том числе и «скратом».
- В компьютерной онлайн-игре «Трагедия Белок» можно управлять Скратом и Скратти.
- В компьютерной фан-игре Space Quest: Vohaul Strikes Back Скрат появляется в начале финального ролика (являющегося откровенной пародией на начальные кадры «Ледникового периода»).
- Сразу после фильма «Эпик» 2013 года Скрат стал талисманом Blue Sky Studios и логотипом в производстве.

## Интересные факты
- Окаменелые останки жившего во времена динозавров млекопитающего, похожего на Скрата, обнаружили в Южной Америке. Палеонтолог Гильермо Роже из университета г. Луисвилль (США) полагает, что животные обитали в тропических лесах Южной Америки 92 миллиона лет назад[1]. Сведения о находке опубликованы в журнале Nature[3].